# 东平郡 (刘宋)
東平郡，中國南朝宋時設置的僑郡，後改為淮陰郡。

## 沿革
宋明帝泰始三年（467年），兗州東平郡為北魏所攻佔。後以淮陰的東平郡流民僑置東平郡，屬北兗州。無實土、領縣、治所，民戶散居在今江蘇省淮安市一帶。
齊武帝永明七年（489年），割山陽郡而有實土，以官瀆以西三百戶僑置壽張縣，以直瀆、破釜以東的淮陰鎮下流雜一百戶置淮安縣。至此，東平郡領二縣：壽張、淮安。
梁武帝時，改東平郡為淮陰郡。太清元年（547年），以淮陰等郡置淮州（治淮陰郡懷恩縣淮陰城，在今江蘇省淮安市淮陰區西南甘罗城）。至此，淮陰郡領三縣，懷恩、富陵、魯，治懷恩縣淮陰城。
東魏孝靜帝武定七年（549年），因侯景之亂取南朝梁淮州，淮陰郡仍屬之。北齊文宣帝天保七年（556年），富陵、魯二縣併入懷恩縣。至此，淮陰郡僅領懷恩一縣。
陳宣帝太建七年（573年）北伐，攻佔北齊淮陰郡，復改淮陰郡為東平郡，懷恩縣為壽張縣。北周靜帝大象元年（579年），攻佔南朝陳淮陰郡。隋文帝開皇元年（581年），復改東平郡為淮陰郡；改淮州為楚州，淮陰郡仍屬之。開皇三年（583年），廢淮陰郡，改壽張縣為淮陰縣，直屬楚州。

## 太守
- 周盤龍，北蘭陵蘭陵人，齊武帝永明中領。[8]
- 垣榮祖，字華先，下邳人，齊武帝永明中領。[9]
- 田僧紹，南齊時在任。[10]